# Chaurikharka
Chaurikharka (en népalais : चौंरीखर्क) est un comité de développement villageois du Népal situé dans le district de Solukhumbu. Au recensement de 2011, il comptait 3 709 habitants.

Chaurikharka - de Lukla à Namche
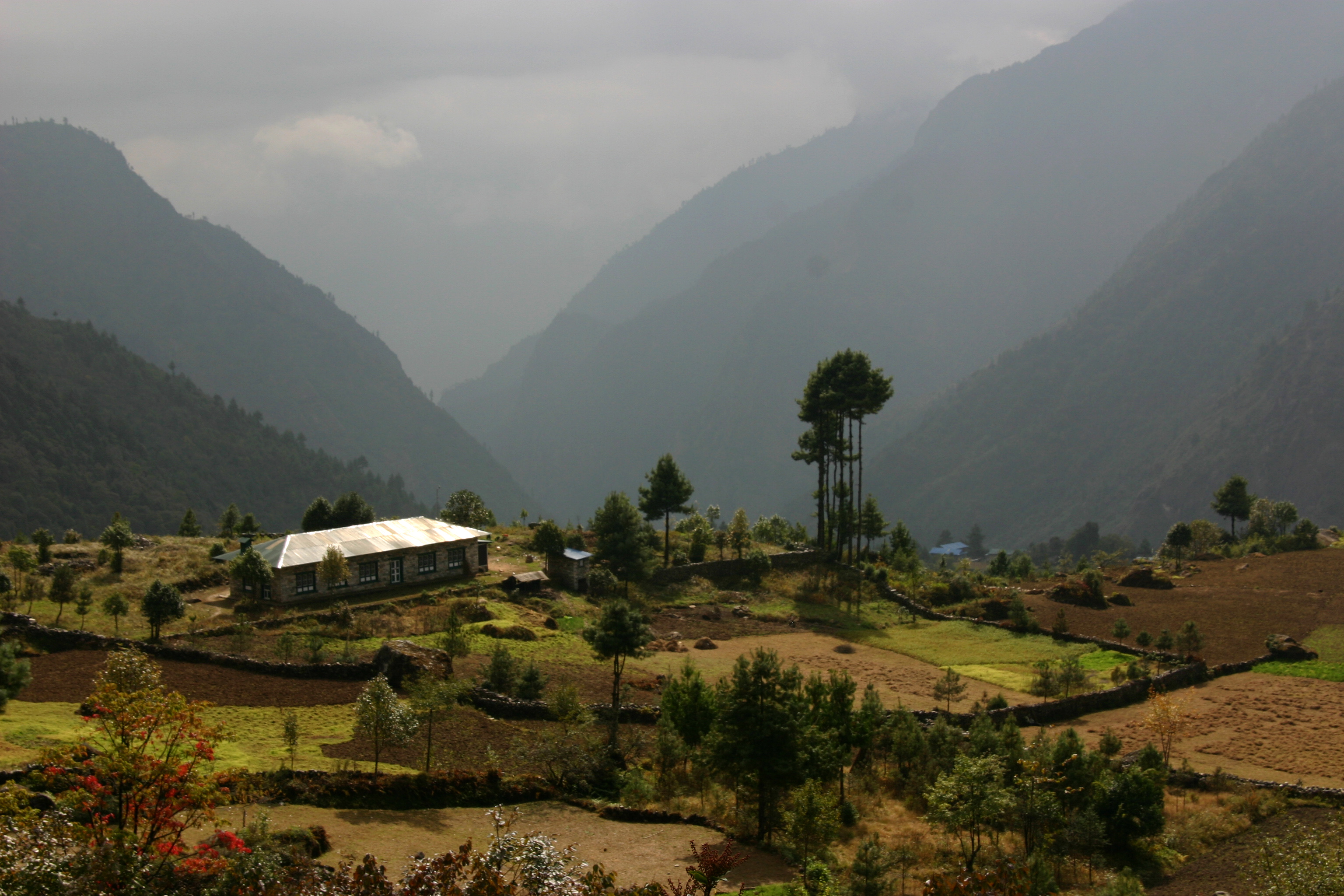
De Lukla à Chheplung
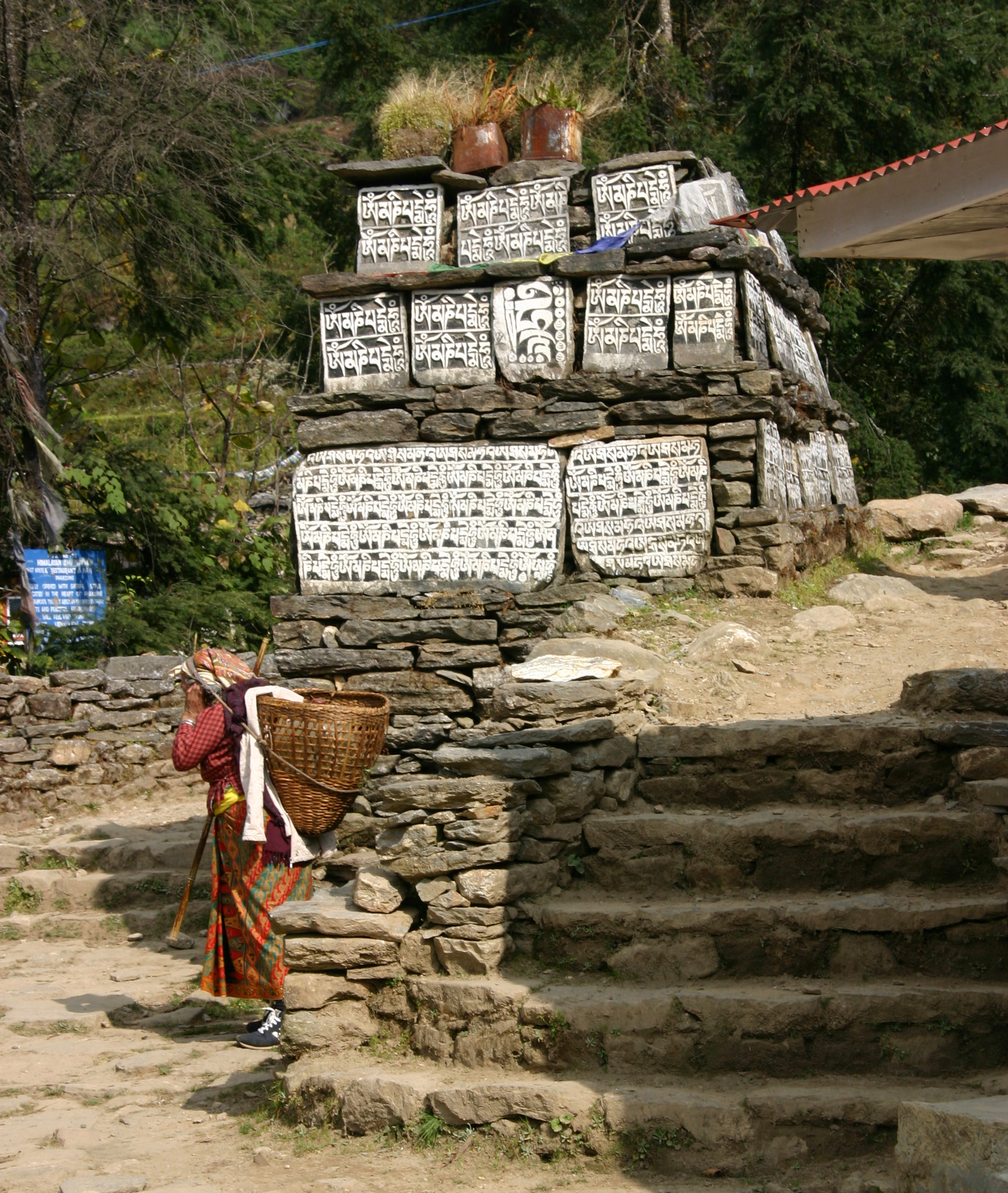
Chheplung
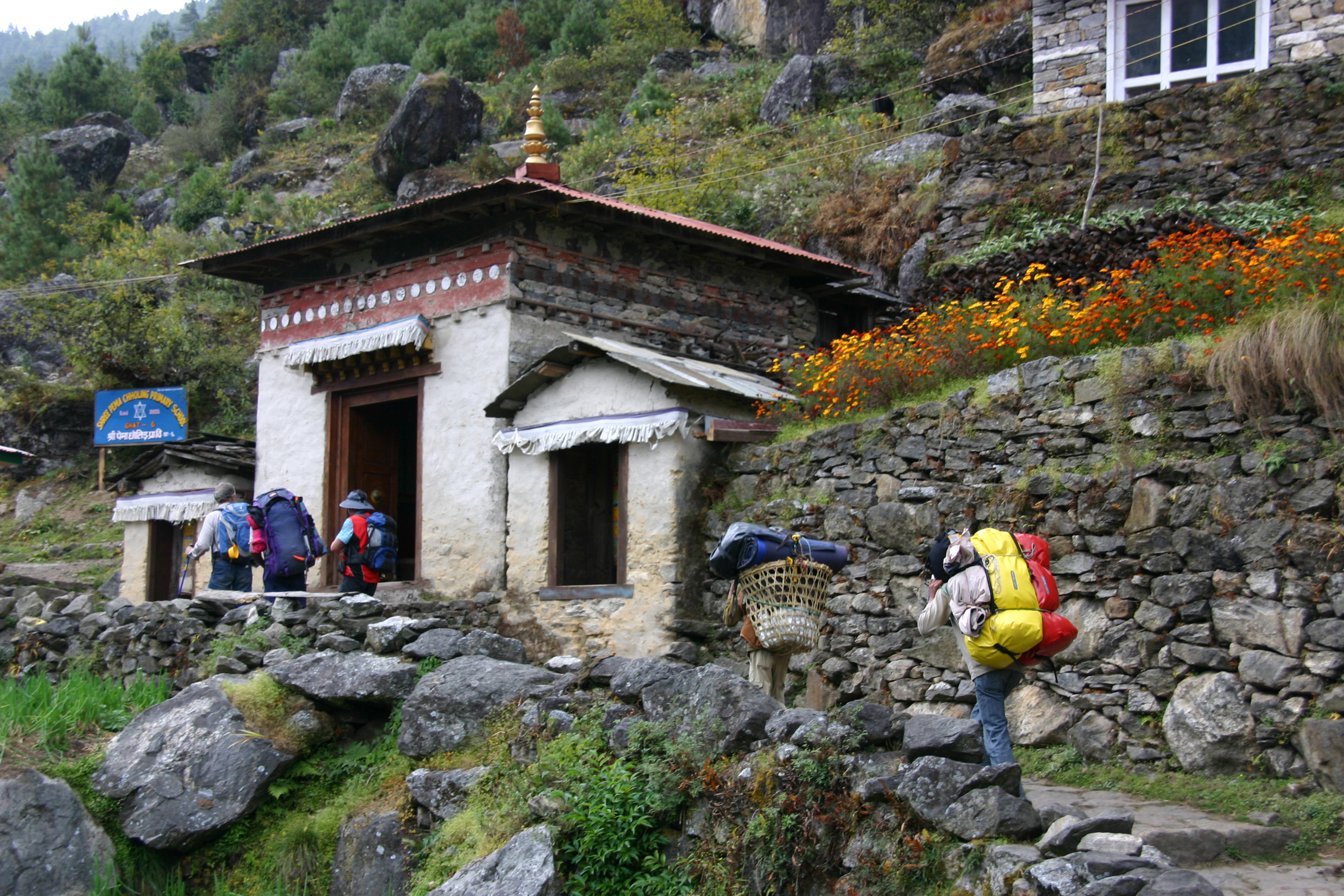
Chhuthawa
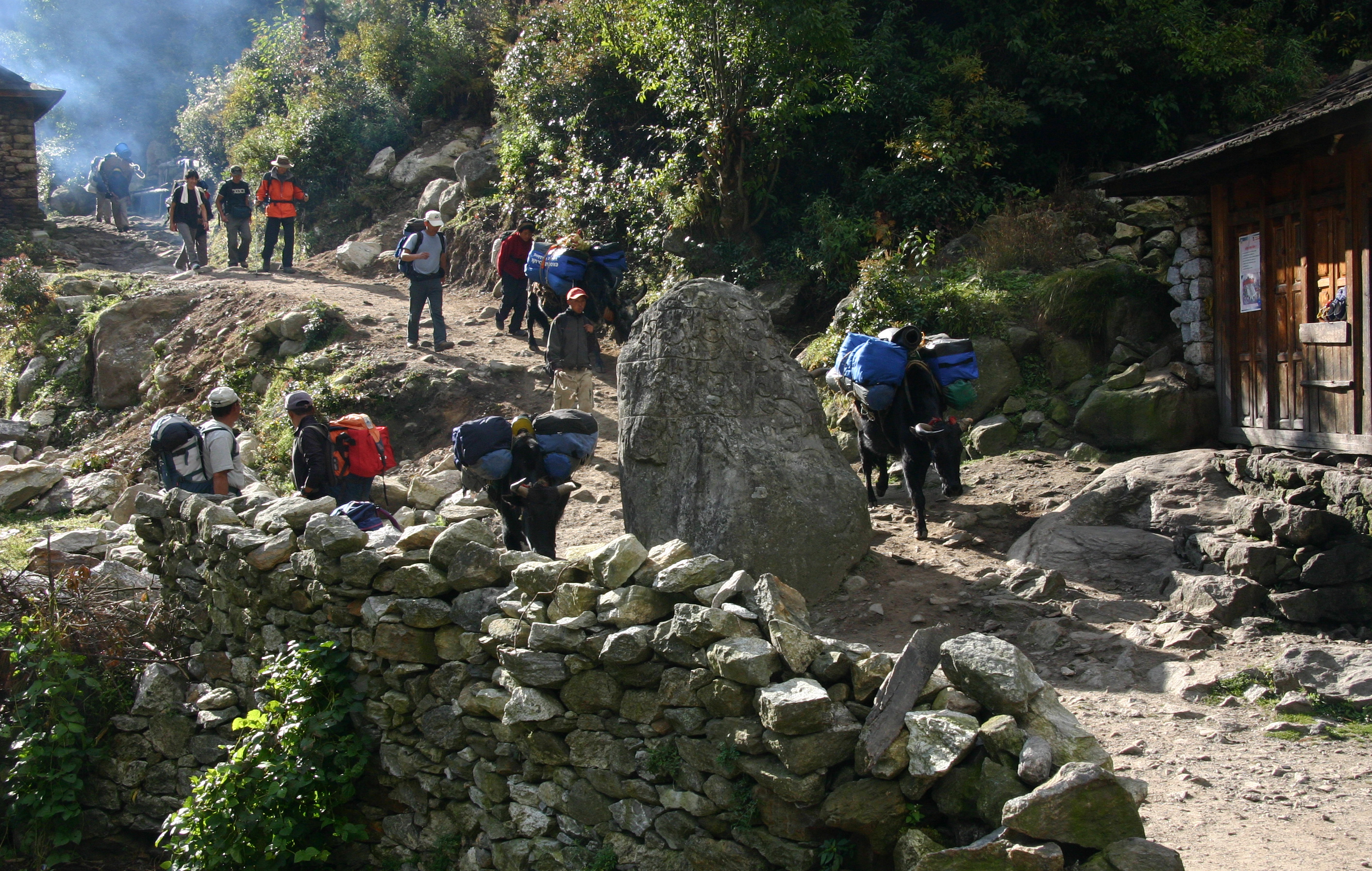
Nyambua Thyang
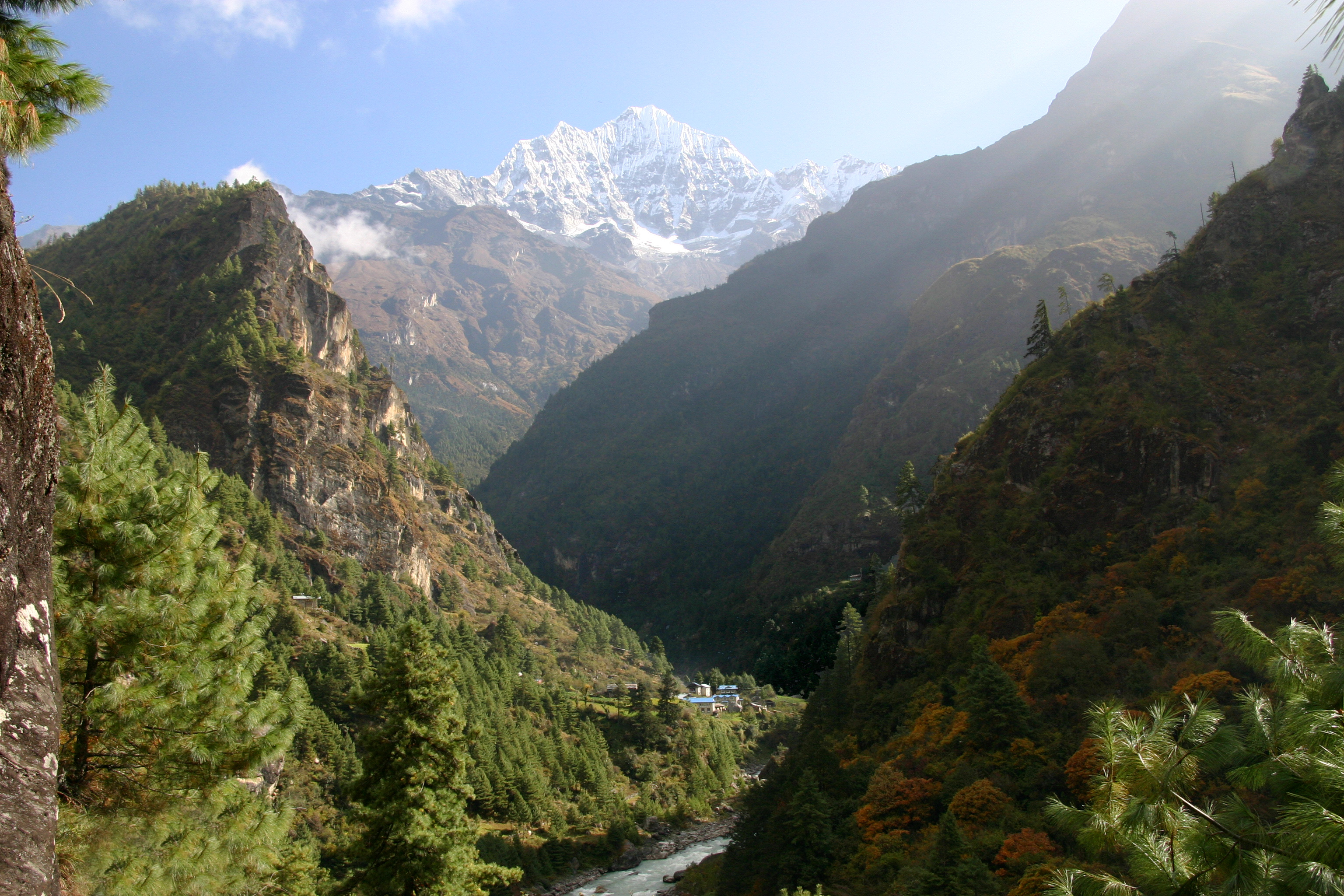
Vue sur la montagne
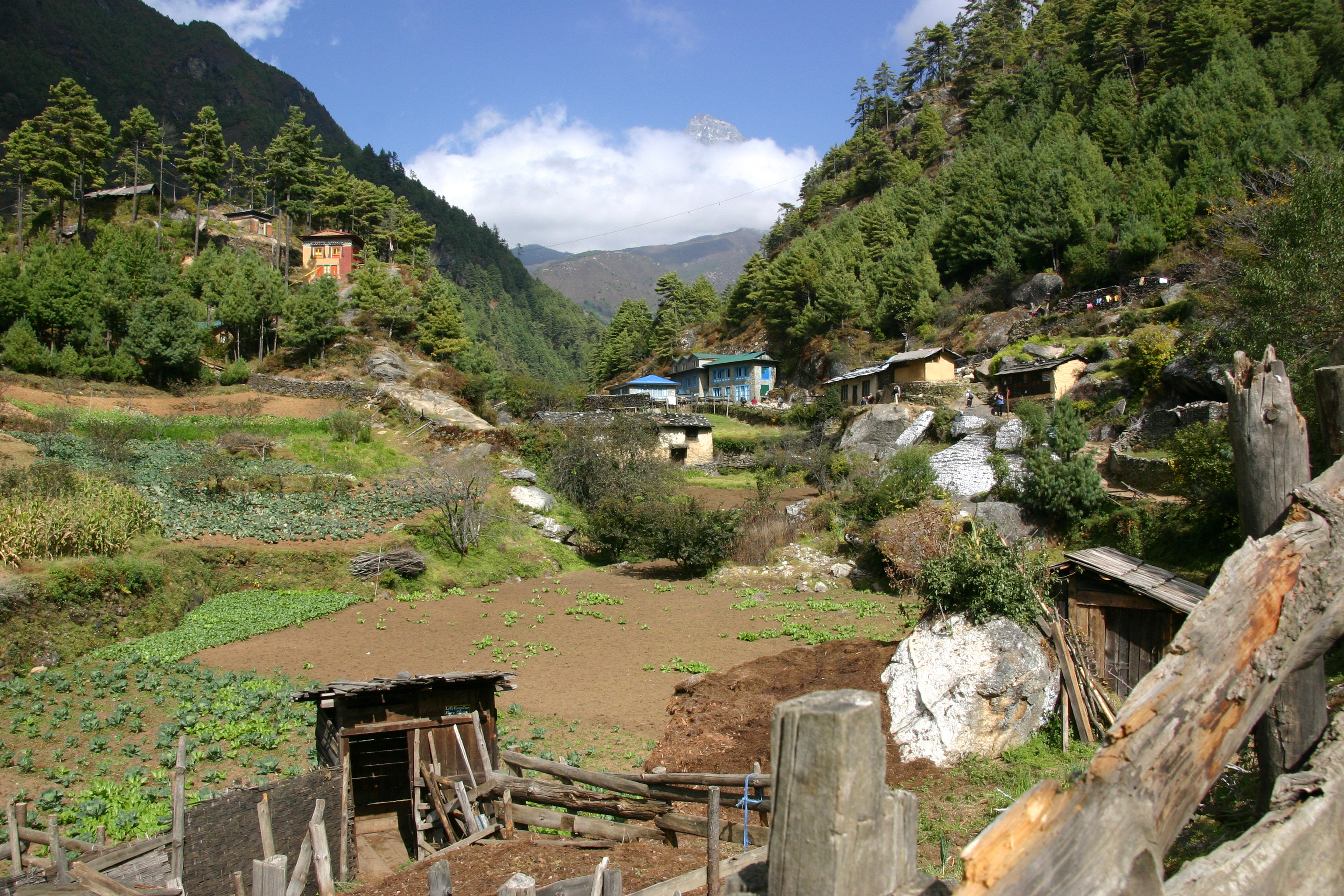
Monju
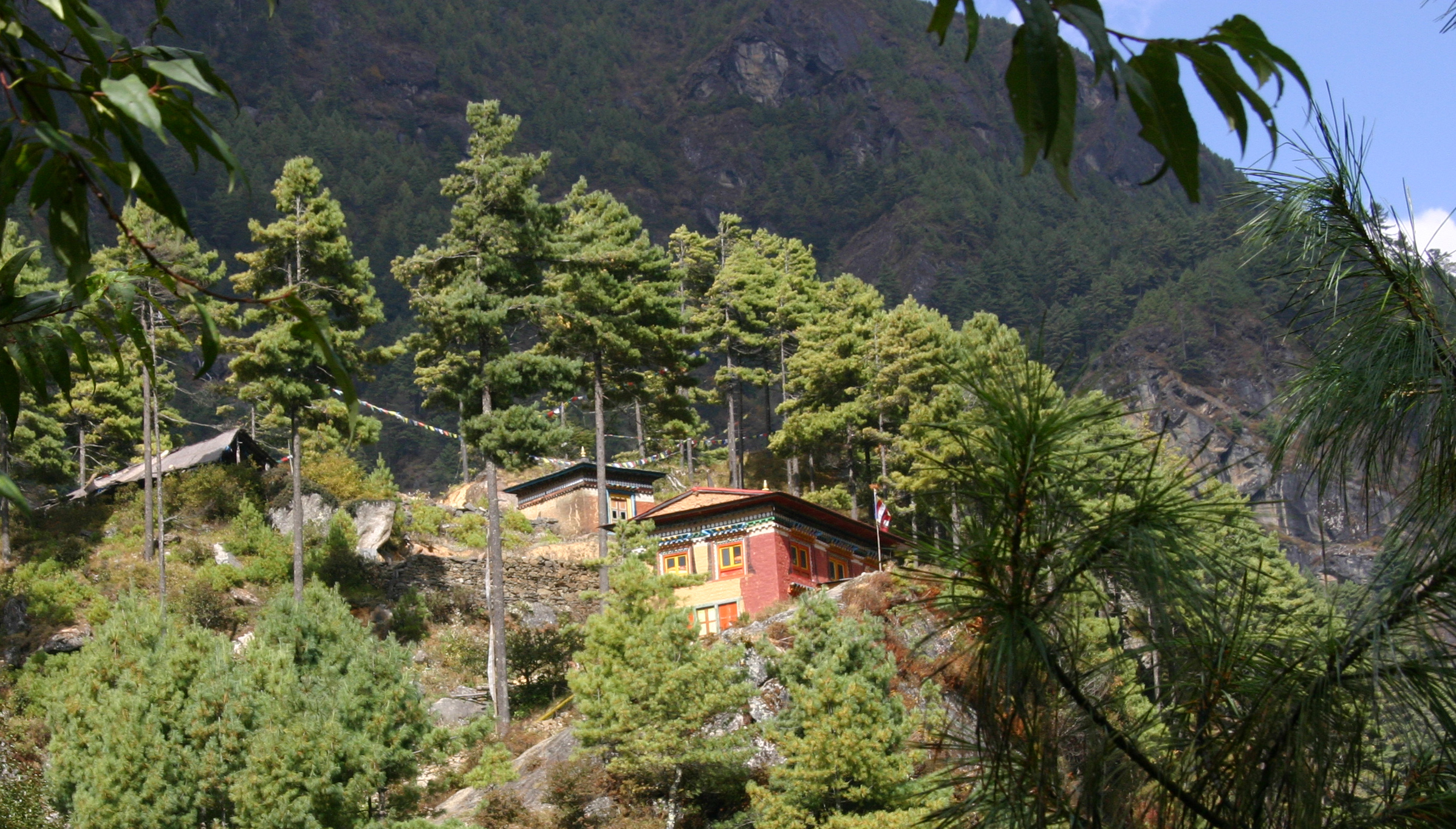
Uche Chholing
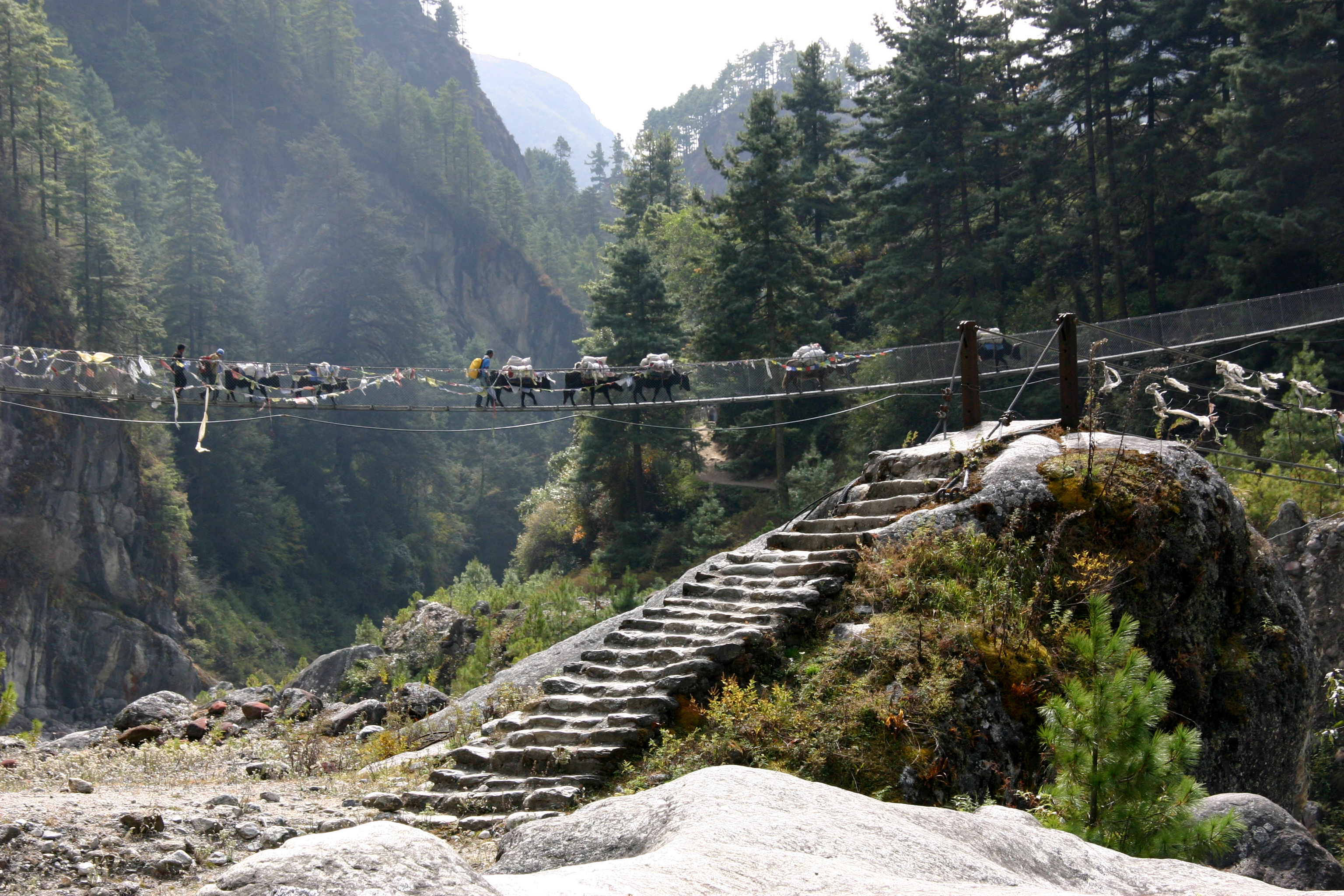
Pont de Jorsale
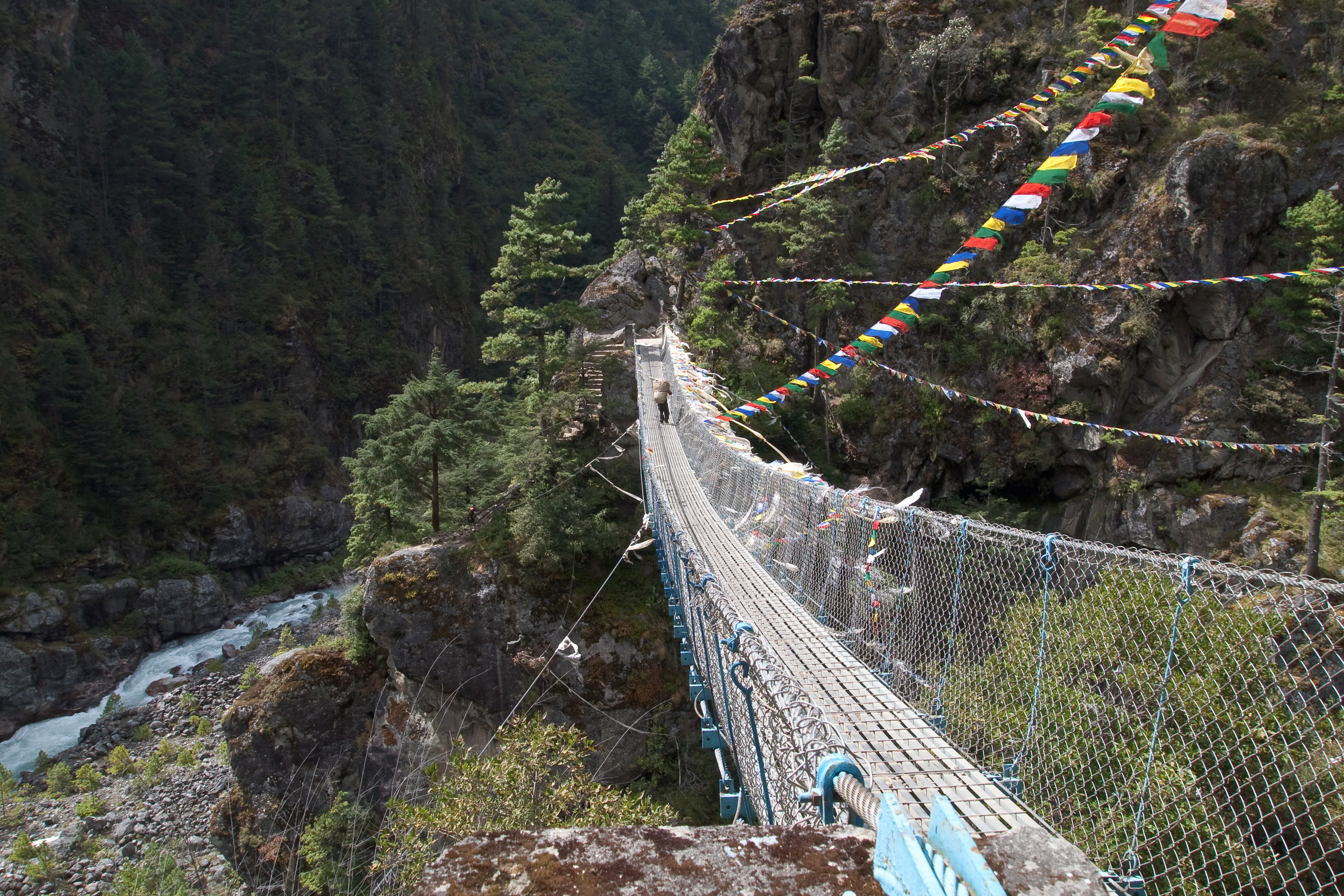
Pont de Larja
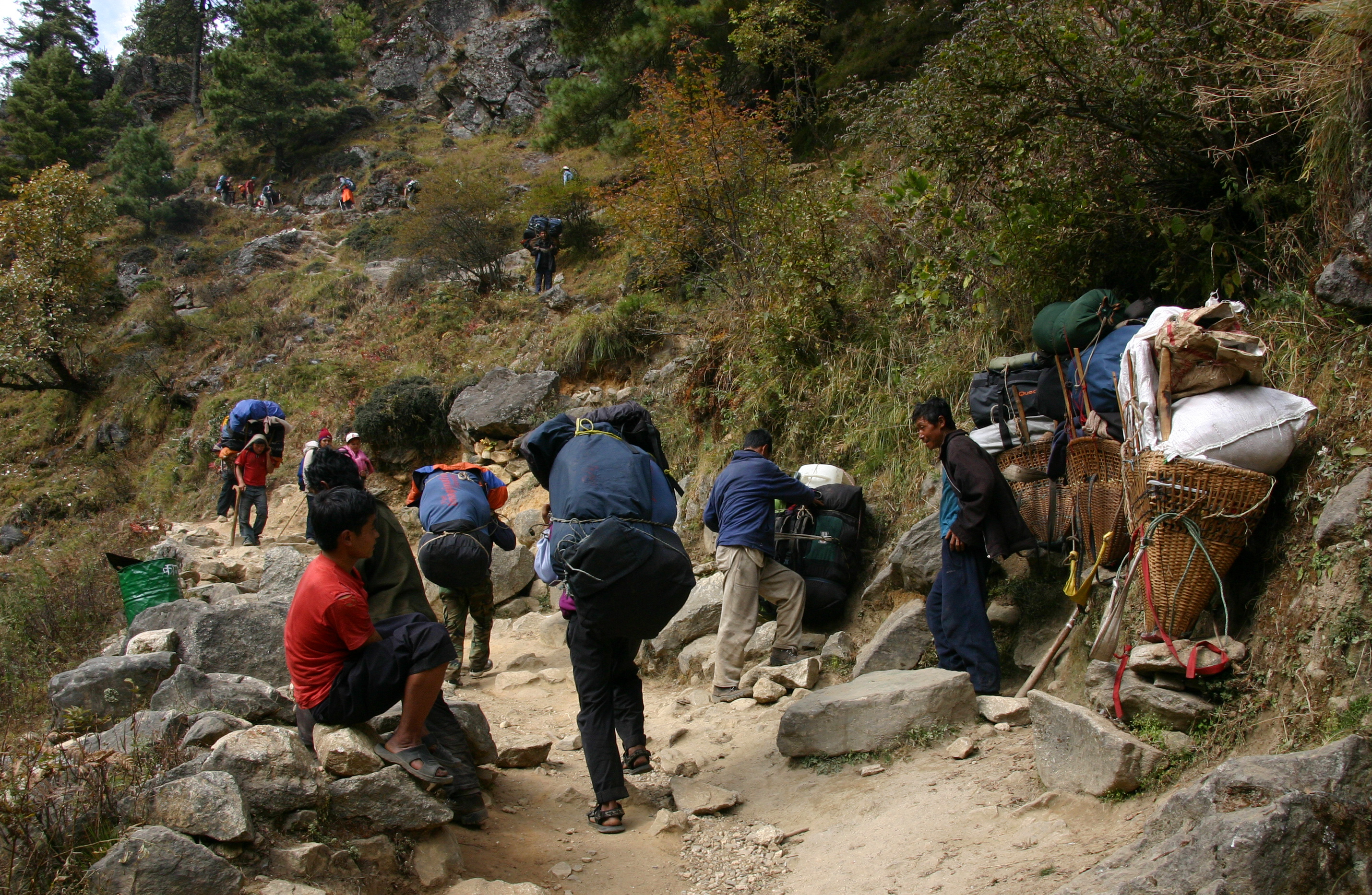
Porteurs